# 黑斑云南鳅
黑斑云南鳅（学名：Yunnanilus nigromaculatus）为鳅科云南鳅属的鱼类，俗名黑斑条鳅，是中国的特有物种。分布于金沙江水系、云南的抚仙湖、滇池和贵州西部的草海等。该物种的模式产地在滇池。

## 扩展阅读
維基物種上的相關：黑斑云南鳅